# Allium nevsehirense
Allium nevsehirense — вид трав'янистих рослин родини амарилісові (Amaryllidaceae), ендемік центральної Туреччини.

## Опис
Цибулина яйцеподібна, діаметром 1.2 см; оболонки перетинчасті; зовнішня оболонка сірувата, внутрішня біла; цибулинки 1.5–2 см, блідо-жовті, ланцетні, загострені, сидячі. Стебло 30–80 см, листя внизу на 1/3. Листків 2–4, напівциліндричні в нижній частині, жолобчасті жорсткі на краю, зверху циліндричні, 2–5 мм завширшки. Зонтик кулястий, 2–4 см діаметром, багатоквітковий. Оцвітина довгасто-дзвінчаста; сегменти зеленувато-жовті, нефритові зелені або зелені, 3–4 мм, зовнішні довгасто-яйцеподібні, тупі, внутрішні широко еліптично-яйцеподібні, підгострі. Пиляки жовті, жовтувато-білі або темно-фіолетові. Коробочка куляста, ≈ 3 мм, рівна або дещо довша від оцвітини.

## Поширення
Ендемік центральної Туреччини.
Зростає сухі схили, скелясті місця, виноградники, узбіччя дороги, на вапняних вулканічних туфах, гіпсі та сланцях, 800–1900 м.